# Pakistani in Italia
I pakistani in Italia formano una delle più grandi comunità della diaspora pakistana.
Le stime sul numero di cittadini pakistani che vivono in Italia variano. Il governo italiano riportava un numero di 30 500 persone nel 2003, confermato dal ministero degli esteri pakistano, mentre l'ambasciata pakistana a Roma parlava di 50 000 persone già nel 2002. Inchieste giornalistiche del 2017 hanno riportato numeri superiori a 130 000.
Al 31 dicembre 2019 i cittadini pakistani in Italia sono 131 310, e le naturalizzazioni tra 2006-2017 sono state 33 000.
Nel 2018, le cittadinanze acquisite sono state 1974.

## Storia migratoria e integrazione

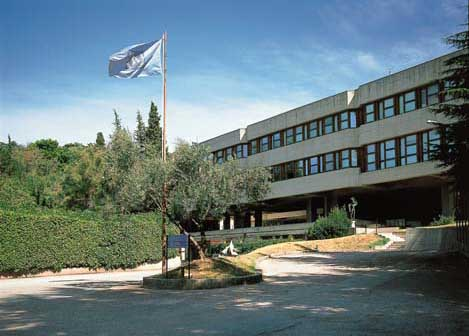
Abdus Salam International Centre for Theoretical Physics (ICTP), a Trieste

La maggiorana dei pakistani in Italia lavora nelle regioni del nord e in Lombardia.
La comunità pakistana in Italia pubblica una rivista mensile in lingua urdu intitolata Azad (trad. lett. "Libero") per favorire l'integrazione culturale dei pakistani in Italia.
Secondo Ejaz Ahmad, residente in Italia da un ventennio, circa 10 000 pakistani hanno comprato case in Italia - segnale dell'intenzione di una integrazione a lungo termine.
L'Abdus Salam International Centre for Theoretical Physics (ICTP) di Trieste è stato fondato nel 1964 dallo scienziato e premio Nobel pakistano Abdus Salam e opera in base a un accordo tripartito tra il governo italiano, l'UNESCO, e l'International Atomic Energy Agency (IAEA). Ha sede nel parco di Miramare, a circa 10 chilometri dalla 